# جاده مرموز (فیلم ۲۰۱۳)
جاده مرموز (به انگلیسی: Mystery Road) یک فیلم سینمایی جنایی و وسترن استرالیایی محصول سال ۲۰۱۳ به نویسندگی و کارگردانی ایوان سن است. این فیلم در بخش ویژه نمایش در جشنواره بین‌المللی فیلم تورنتو ۲۰۱۳ به نمایش درآمد. دنباله این فیلم با عنوان گلدستون در سال ۲۰۱۶ و یک مجموعه تلویزیونی در سال ۲۰۱۸ منتشر شد.

## داستان
در مورد یک کارآگاه بومی دایره جنایی است به نقطه‌ای دور افتاده بازمی‌گردد تا قتل دختر جوانی را بررسی کند

## بازیگران
- آرون پدرسن در نقش کارآگاه جی سوان
- هوگو ویوینگ در نقش جانو
- رایان کوانتن در نقش پیت بیلی / ویلیام اسمیت
- تونی بری در نقش سارج
- دامیان والشه-زوزه در نقش وین سیلورمن
- تاسما والتون در نقش مری سوان
- تریسیا ویتون
- رابرت مامون در نقش رابو
- بروس اسپنس در نقش جیم، متعهد محلی
- دیوید فیلد در نقش سام بیلی
- جک تامپسون در نقش چارلی موری
- سامارا ویوینگ در نقش پگی راجرز
- روی بیلینگ به عنوان رابو، صاحب فروشگاه سلاح
- زو کاریدز به عنوان مالک متل
- جک چارلز در نقش عموی جی [۴]

## انتشار فیلم
این فیلم یک نمایش خارجی نادر در جشنواره بین‌المللی فیلم پیونگ‌یانگ ۲۰۱۴ کره شمالی داشت.